# Samuel Jackson Barnett
Samuel Jackson Barnett (Woodson County, 14 december 1873 - Los Angeles, 15 mei 1956) was een Amerikaans fysicus.
Barnett werd geboren als de zoon van een minister. Hij ontving zijn Bachelor of Science in de fysica aan de Universiteit van Denver in 1894 en zijn doctoraat aan de Cornell-universiteit in 1898. Hij was van 1898 tot 1918 hoogleraar in de fysica aan diverse universiteiten, van 1918 tot 1926 verbonden aan het Carnegie Institute in Washington en vanaf 1926 hoogleraar aan de Universiteit van Californië in Los Angeles. Hij bewoog zich vooral op het terrein van het elektromagnetisme, en ontdekte het naar hem genoemde Barnetteffect.

## Werk
- Elements of electro-magnetic theory (1903)
- Theories of magnetism (1923)
- Le magnetisme (1940)